# Chrysanthemyia rhagioniformis
Chrysanthemyia rhagioniformis är en tvåvingeart som först beskrevs av Dufour 1833.  Chrysanthemyia rhagioniformis ingår i släktet Chrysanthemyia och familjen stilettflugor. Inga underarter finns listade i Catalogue of Life.